# 국제낙농연맹 한국위원회
국제낙농연맹 한국위원회(IDF Korea)는 1903년 발족하여 현재 52개국이 회원으로 활동(전 세계 우유생산량의 75% 차지)하고 있는 세계 낙농․유가공 분야의 유일한 국제협력기구인 국제낙농연맹(IDF, International Dairy Federation)의 한국위원회를 말한다.
IDF Korea는 2006년 10월 19일 낙농진흥회가 국제낙농연맹(IDF)에  50번째 회원국으로 가입함에 따라 최초로 발족한 이후(준회원 자격), 2011년 정회원으로 전환하였다. IDF Korea의 사무국 역할은 현재 낙농진흥회가 수행하고 있고, 이에 따라 IDF Korea 위원장 역시 낙농진흥회장이 맡고 있다.

## 역할 및 조직
IDF Korea는 세계현안 및 낙농관련 최신정보를 국내에 전파함으로써 개방화에 대비하여 한국낙농의 경쟁력을 강화하고, 국제낙농연맹(IDF)에서 추진하는 각종 사업 및 현안에 한국낙농을 대표하여 참여하여 한국낙농의 이익과 입장을 대변하는 역할을 하고 있다.
이를 위해 2019년 현재 IDF Korea는 유가공, 낙농경영, 영양건강, 목장경영, 낙농정책/마케팅, 가축위생/질병, 식품표준/코덱스 등 7개 분과위원회에서 70여명의 국내 분과위원이 활동중에 있고, IDF 본부 18개 분과에 국내학계 및 업계의 전문가 19명이 전문위원(IDF Expert)로 참여하고 있다.

### 조직체계
- IDF Korea 위원장 : 낙농진흥회장
- 사무국장 : 낙농진흥회 본부장
- IDF Expert : 학계 및 산업계 관계자 19명

## 한국낙농 위상강화
IDF Korea는 국제낙농연맹(IDF) 사무국 역할 외에도 한국낙농의 세계화를 통한 위상강화 및 한국낙농의 브랜드가치 제고를 위한 노력을 하고 있다. 대표적인 사례로는 2012년 IDF 아시아지역 학술행사인 IDF Regional Conference를 성공리에 개최하였고, 2018년에는 세계낙농업계의 올림픽이라고 할 수 있는 IDF 세계낙농정상회의(World Dairy Summit)를 성공적으로 개최하여 한국낙농의 우수성과 브랜드가치를 전세계 낙농인에게 알리는 역할을 하였다.

## 국제낙농연맹(IDF)
참고로, 국제낙농연맹(IDF)는 세계낙농부문을 대표하여 낙농부문의 이익과 입장을 대변하는 비정부기구(Non-governmental Orgaintion)로써, 국제기구인 유엔식량농업기구(FAO), 국제식품규격위원회(Codex), 국제수역사무국(OIE) 등의 공식 협력기관으로서 세계낙농의 이익과 입장을 대변하고 있다. 또한, IDF가 가지고 있는 전문성과 네크워크를 활용하여 낙농과학기술, 영양건강, 동물복지, 낙농지속가능성 등에 대한 조사․연구 및 보급활동을 활발하게 수행하고 있다.